# Кабакова (деревня)
Кабакова — деревня в Алапаевском районе Свердловской области России. Входит в муниципальное образование Алапаевское. Входит в состав Останинского территориального управления.

## География
Деревня расположена на правом берегу реки Нейвы, в 16 километрах на северо-восток от города Алапаевска.

## Население
| 2002 | 2010 |
| ---- | ---- |
| 172  | ↘146 |